# Doug Hayward (cầu thủ bóng đá)
Doug Hayward (23 tháng 8 năm 1920 – 31 tháng 8 năm 2008) là một cựu cầu thủ bóng đá người Anh. Ông sinh ra ở Wellington St. George's. Là một hậu vệ, Hayward bắt đầu sự nghiệp với Huddersfield Town năm 1939 trước khi gia nhập Bristol Rovers năm 1946 nhưng ông chỉ thi đấu 1 trận Rovers. Năm 1946 ônggia nhập Newport County và có 260 lần ra sân cho câu lạc bộ, ghi 11 bàn. Năm 1956 gia nhập Bath City. Ông là em trai của Basil và Eric Hayward.